# Eliyahou Golomb
Pour les articles homonymes, voir Golomb.
Eliyahou Golomb (2 mars 1893 - 11 juin 1945) fut un des dirigeants des forces paramilitaires juives sionistes en Palestine mandataire. Il a fait partie du groupe fondateur de la Haganah en 1920 et en a assuré le contrôle civil jusqu'à sa mort.
Golomb est né Vawkavysk, Empire russe (aujourd'hui, Biélorussie). Il fait son aliyah en Eretz-Israël, alors sous administration de l'Empire ottoman, en 1909. Au début, il a participé à la formation de cours d'agriculture et a travaillé dans le kibboutz Degania Alef. Au début de la Première Guerre mondiale, en 1914, il s'oppose à l'enrôlement de Juifs en tant qu'officiers de l'armée ottomane et insiste à la place sur la création d'une force de défense juive indépendante. En 1918, il est devenu l'un des fondateurs de la Légion juive dans le corps des Royal Fusiliers de l'armée britannique avec l'espoir de constituer la base d'une milice juive permanente. Après sa démobilisation, il est devenu membre du comité chargé de l'organisation de la Haganah en 1920 et a activement participé à l'envoi d'aide aux défenseurs de l'avant-poste du nord de Tel Haï.
Golomb s'oppose à l'idée selon laquelle la défense doit dépendre d'une petite élite et insiste plutôt sur le fait qu'elle incombe à la population juive en général. En 1922, il est envoyé à l'étranger pour acheter des armes pour la Haganah et jusqu'en 1924, il organise de jeunes pionniers en Europe. Durant les soulèvements arabes de 1936 à 1939, Golomb est l'un des initiateurs des Fosh, des unités terrestres confrontées aux agresseurs arabes.
Malgré le soutien de l'enrôlement de Juifs dans l'armée britannique pendant la Seconde Guerre mondiale et d'agents juifs dans l'Europe occupée par les nazis, Golomb n'oublie jamais la nécessité de défaire le pouvoir du mandat britannique d'Eretz-Israël. Il est devenu l'un des fondateurs du Palmah, l'escouade de commandement de la Haganah et la base des Forces de défense israéliennes, formant bon nombre de ses futurs commandants.
Il est décédé en 1945 à 52 ans. Son fils David a ensuite été membre de la Knesset.